# Torneo di Cambridge Springs 1904

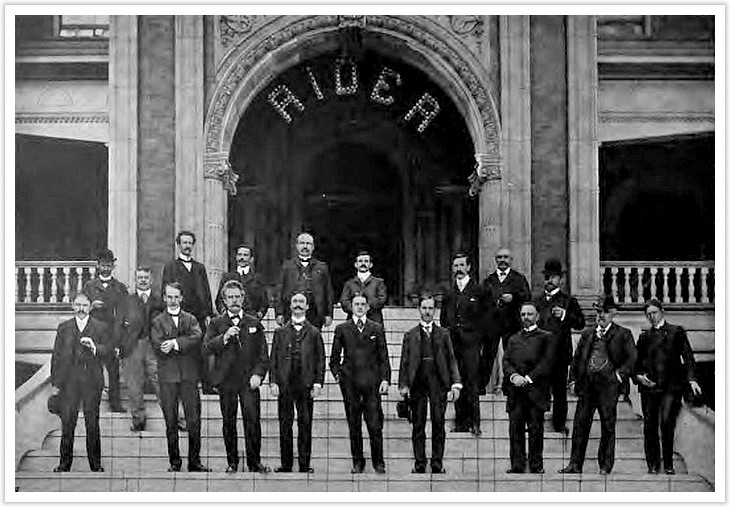
Foto dei partecipanti di fronte all'ingresso dell'Hotel Rider.

Il torneo di Cambridge Springs 1904 è stato il primo torneo internazionale di scacchi svoltosi negli Stati Uniti nel XX secolo. Si giocò a Cambridge Springs, in Pennsylvania, dal 25 aprile al 19 maggio 1904.
La difesa Cambridge Springs, una variante del gambetto di donna rifiutato, deve il suo nome a questo torneo.
Vi parteciparono sedici giocatori, otto statunitensi e otto europei. Era presente anche il campione del mondo Emanuel Lasker, che al termine del torneo decise di rimanere in America. Nello stesso anno fondò la rivista "Lasker's Chess Magazine", che fu pubblicata dal 1904 al 1907. Il direttore di gara era Hermann Helms.
Il torneo fu vinto da Frank Marshall con due punti di vantaggio sui secondi classificati Janowski e Lasker, e segnò l'inizio della supremazia di Marshall sugli scacchi statunitensi, che durò fino al 1936. Furono determinanti per la classifica finale le due sconfitte subite da Lasker ad opera di Pillsbury e Schlechter. Fu anche l'ultimo torneo giocato da Pillsbury, che morì due anni dopo all'età di 33 anni.
Il torneo si svolse nell'imponente Hotel Rider, che comprendeva un albergo di sette piani con oltre 500 stanze, un teatro con 500 posti (dove si giocò il torneo), una sala da ballo, un solarium, due palestre, una sala da bowling e una piscina coperta. All'esterno vi era un campo da golf con nove buche e un piccolo lago artificiale. Venne finanziato da William D. Rider (proprietario dell'hotel), dalla "Erie Railroad Company" e dall'imprenditore e filantropo Isaac Rice.
Il barone Albert von Rothschild contribuì 100 dollari per un premio di bellezza. Inizialmente si pensò di dividerlo in due premi da 60 e 40 dollari, tuttavia alla fine vennero assegnati quattro premi. Il primo (40 dollari) andò a Schlechter per la sua vittoria contro Lasker, il secondo (25 dollari) a Napier per la sua partita contro Barry, la somma rimanente di 35 dollari fu spartita tra Janowski per la sua vittoria contro Chigorin e Delmar per sua vittoria contro Hodges.

## Tabellone del torneo

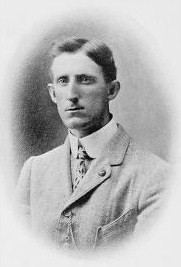
Frank Marshall, vincitore del torneo.

| #  | Giocatore                | 1 | 2 | 3 | 4 | 5 | 6 | 7 | 8 | 9 | 10 | 11 | 12 | 13 | 14 | 15 | 16 | Totale |
| -- | ------------------------ | - | - | - | - | - | - | - | - | - | -- | -- | -- | -- | -- | -- | -- | ------ |
| 1  | Frank J. Marshall (USA)  | * | 1 | ½ | ½ | 1 | 1 | ½ | 1 | 1 | 1  | 1  | 1  | ½  | 1  | 1  | 1  | 13     |
| 2  | David Janowski (POL)     | 0 | * | 0 | ½ | ½ | 1 | 1 | 1 | 1 | 0  | 1  | 1  | 1  | 1  | 1  | 1  | 11     |
| 3  | Emanuel Lasker (DEU)     | ½ | 1 | * | ½ | ½ | 0 | 1 | 1 | 0 | 1  | 1  | 1  | 1  | ½  | 1  | 1  | 11     |
| 4  | Georg Marco (AUT)        | ½ | ½ | ½ | * | ½ | ½ | 1 | 0 | ½ | 1  | 0  | 1  | ½  | ½  | 1  | 1  | 9      |
| 5  | Jackson Showalter (USA)  | 0 | ½ | ½ | ½ | * | ½ | 1 | 1 | 1 | ½  | 0  | ½  | ½  | ½  | ½  | 1  | 8½     |
| 6  | Carl Schlechter (AUT)    | 0 | 0 | 1 | ½ | ½ | * | 0 | ½ | ½ | 0  | ½  | 1  | 1  | ½  | 1  | ½  | 7½     |
| 7  | Mikhail Chigorin (RUS)   | ½ | 0 | 0 | 0 | 0 | 1 | * | 1 | ½ | 0  | 1  | ½  | 1  | 1  | 0  | 1  | 7½     |
| 8  | Jacques Mieses (DEU)     | 0 | 0 | 0 | 1 | 0 | ½ | 0 | * | 1 | 1  | 1  | 0  | 1  | ½  | 1  | 0  | 7      |
| 9  | Harry N. Pillsbury (USA) | 0 | 0 | 1 | ½ | 0 | ½ | ½ | 0 | * | 1  | ½  | 0  | ½  | 1  | ½  | 1  | 7      |
| 10 | Albert Fox (USA)         | 0 | 1 | 0 | 0 | ½ | 1 | 1 | 0 | 0 | *  | 1  | 1  | 0  | 1  | 0  | 0  | 6½     |
| 11 | Richard Teichmann (DEU)  | 0 | 0 | 0 | 1 | 1 | ½ | 0 | 0 | ½ | 0  | *  | ½  | 1  | 0  | 1  | 1  | 6½     |
| 12 | Thomas Lawrence (GBR)    | 0 | 0 | 0 | 0 | ½ | 0 | ½ | 1 | 1 | 0  | ½  | *  | 1  | ½  | 0  | ½  | 5½     |
| 13 | William Napier (USA)     | ½ | 0 | 0 | ½ | ½ | 0 | 0 | 0 | ½ | 1  | 0  | 0  | *  | 1  | 1  | ½  | 5½     |
| 14 | John Barry (USA)         | 0 | 0 | ½ | ½ | ½ | ½ | 0 | ½ | 0 | 0  | 1  | ½  | 0  | *  | 0  | 1  | 5      |
| 15 | Albert Hodges (USA)      | 0 | 0 | 0 | 0 | ½ | 0 | 1 | 0 | ½ | 1  | 0  | 1  | 0  | 1  | *  | 0  | 5      |
| 16 | Eugene Delmar (USA)      | 0 | 0 | 0 | 0 | 0 | ½ | 0 | 1 | 0 | 1  | 0  | ½  | ½  | 0  | 1  | *  | 4½     |